# Яванцы

Яванец в традиционной одежде

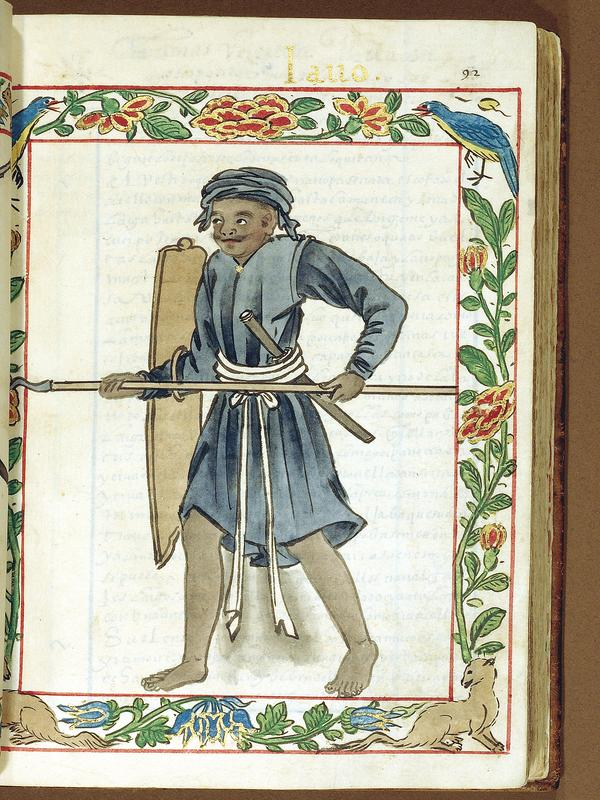
Яванский воин со щитом и копьём. Миниатюра «Кодекса [Чарльза] Боксера» (1590)

Ява́нцы (яв. ꦮꦺꦴꦁꦗꦮ / Wong Jawa и яв. ꦠꦶꦪꦁꦗꦮꦶ / Tiyang Jawi) — коренное население острова Ява. Язык — яванский, относится к индонезийской группе австронезийской языковой семьи. Широко распространён также индонезийский. Религия — ислам суннитского толка, малая часть исповедует индуизм. Индуизм был распространён раньше ислама. Вместе с родственными им сундами и мадурцами яванцы насчитывают 140 млн.чел. Расовый тип — южномонголоидный. Ареал расселения яванцев — центральная и западная оконечность острова Ява, южная оконечность Суматры. Сунды занимают запад острова, а мадурцы — восточную окраину. Местами народы живут смешанно.

## История
Индонезия в целом заселена с древнейших времен. Ява среди других островов ранее других отличалась более высоким уровнем развития. Раннее проникновение индуизма и буддизма, связи с Индией, оказали на культуру Явы большое влияние. На Центральной Яве до сих пор сохраняется много индуистских и буддийских храмов типа чанди, включая знаменитый Боробудур. Среди археологических находок самыми древними являются мегалиты, много бронзовых изделий, орудий и украшений. В VIII—X веках здесь господствовала династия Шайлендра. Чуть позже возникает государство-империя Маджапахит с центром в районе современной деревни Травулан недалеко от Моджокерто, которое просуществовало до XVI века. Распад Маджапахита совпал с приходом новой религии ислама, которую брали на вооружение в борьбе с центром бывшие вассалы Маджапахита. Дальнейшая история Явы тесно связана с общеиндонезийской, с появлением здесь Магеллана, затем испанских и голландских колонизаторов.

## Занятия
- Основное занятие — земледелие. Основная культура — рис. Половиджо — общее название второстепенных культур (кукуруза, фасоль, соя, горох). Рис высеивают на полях двух типов. Савах — орошаемое поле, тегал — суходольное.
- Орудия труда просты — деревянный плуг, топорик, жатвенный нож ани-ани, нож-резак, серповидные ножи, мотыга (пачал).
- Рыболовством занимаются артельно, ловят рыбу неводами. В рыболовстве используют лодки прау-майянг (большая, берёт до 20 человек), и прау (маленькая).
- Ремесла: изготовление батика, оружия, лодок, ювелирное, гончарство, резьба. Батик — особо окрашенная ткань, основные тона — коричневый, фиолетовый, синий, красный, реже — белый, зелёный. Особо ценятся мастера, изготовляющие крисы (панде), это волнообразный традиционный меч. В ювелирном деле преобладает не гравировка, а чеканка.
- Резьба на Яве — скорее искусство, чем ремесло. Для резьбы идёт дерево, камень, кость, рог, скорлупа ореха, резьбой украшают мебель, шкатулки.

Распространено плетение из расщеплённого бамбука, листьев, трав.

## Селения и жилища

Яванский дом

Селение называют кампунг или деса. Оно делится на дукухи (кварталы до 100 домов). Выделяется дом старосты десы (лураха). В десах есть ланггары, то есть общинные дома, иногда мечети.
Традиционный яванский дом — прямоугольный или квадратный. Стоит на кирпичном или глинобитном цоколе, имеет каркасно-столбовую конструкцию. Каркас и крыша — из бамбука, стены, потолок, пол — из плетёного бамбука. У более богатых используются дерево, доски, черепица. Пирамидальное завершение четырехскатной кровли — напоминание о древних башнеобразных храмах (ꦕꦤ꧀ꦝꦶ, чанди) и мифической горе Меру. С веранды (ꦥꦼꦤ꧀ꦝꦥ, пендапа), где принимают гостей, а раньше селили женатых сыновей и приезжающих родственников, узкий проход ведет во внутренние покои, собственно жилую часть — далем, где находится место для ритуалов и медитаций — кробоган, куда имели доступ только члены семьи. Здесь же расположены и собственно спальни, которые называются сентонг. В традиционном интерьере жителей Явы мебель практически отсутствовала. Вдоль стен стояли разной ширины лавки, на которых днем помещалась утварь, а ночью раскладывалась постель.
Транспорт преобладает гужевой. Повозки разных типов:
- геробак — крытая, с плетёными стенами, 2-колёсная, с 2 быками;
- андонг — пассажирская, 4-колёсная, лёгкая;
- докар — 2-колёсная, с маленькими японскими лошадьми;
- бечак — 3-колёсная коляска.

## Пища и одежда
Пища не отличается от общеиндонезийской. Основной продукт — рис, который жарят по-явански, рассыпчатым и употребляют с овощами и приправами. Главные национальные блюда — наси горенг и наси улам (рис с зеленью). Употребляется рыба, мясо.
Традиционная одежда — головной убор блангкон, прямо или косо застёгнутая куртка с рукавами, широкий пояс стаген, каин сампинг (вид саронга) — у мужчин; кембен (род топа) или баджу кебая (приталенная кофта), широкий пояс стаген каин — у женщин.

## Социальные отношения
В деревне глава — лурах (староста), затем — кебаян (староста дукухи). Каум выполняет религиозные службы.
Крестьяне делятся на несколько степеней. Гогол, или кули кенченг — владеет савахом, кули гундул — владеет савахом, но не имеет участка в деревне, и дом строит на арендованном участке, кули карангкопек — имеет участок в деревне и дом, но не имеет поля, маргесари — не имеет ни участка, ни поля, но имеет дом на арендованном участке, индунг теолор — не имеет ничего. Первые составляют самю богатую прослойку.
В браке и семье — нормы мусульманского права, Семьи — моногамные, у богатых возможна полигамия. Отец жениха держит инициативу. Платится петукан (выкуп). Брак оформляется в мечети. Предпочтительны браки с дочерью брата матери, между троюродными кузенами. Не одобряется сорорат и левират. Семьи многодетны.
Счёт родства — билатеральный.
Дети обозначаются не по полу, а по поколению, каканг — старшие брат и сестра, ади — младшие брат и сестра. Чтобы уточнить пол, добавляется слово лананг (мужчина) или ведок (женщина).

## Культура
Литература на яванском языке — одна из самых древних в Индонезии. Популярны гадально-справочные книги примбон. Своеобразны музыка, танцы, театр.
Среди памятников архитектуры самые крупные храмы (чанди) — Боробудур, Лара Джонгранг, Павон, Мендут, Каласанг.
У яванцев сохраняется комплекс традиционных религиозных верований, называемый кеджавен (яв. ꦏꦗꦮꦺꦤ꧀ Kajawèn), представляющий собой анимизм с элементами индуизма. Местные духи (янг, хьянг) приравнены к богам, носят титул Санг (Сангьянг), тот же, что Шива и Аллах. Духи добрые — демиты, злые — лелембуты, местные, а джины и раксасы — заимствованные. Почитаются Даньянг-деса — покровитель деревни, и деви-Сри — богиня риса. Культ отправляет дукун (шаман), умиротворяя духов. Атрибутом дукуна является дукунский жезл — деревянный брусок с вырезанными на нём изображениями духов.